# LQFP

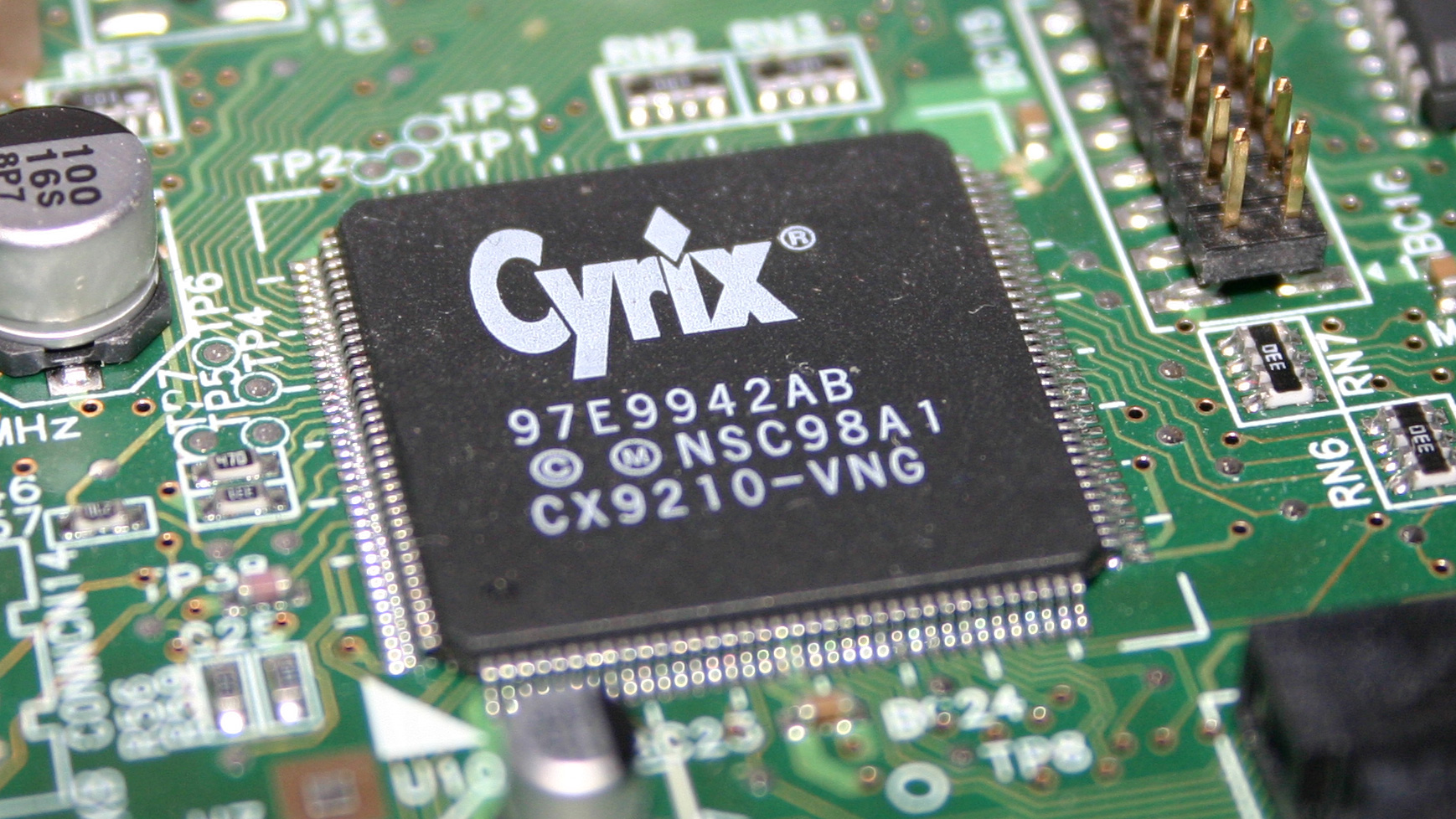
144핀 LQFP 집적회로

LQFP (Low-profile Quad Flat Package)는 부품의 핀이 4면으로 돌출된 표면 실장 집적회로 패키지 형태이다. 핀의 순서는 첫 번째 점에서 반시계방향이다. 핀의 간격은 다양할 수 있다; 일반적인 피치는 0.4밀리미터, 0.5밀리미터, 0.65밀리미터와 0.8밀리미터 간격이다.

## 같이 보기
- 집적회로
- PQFP
- TQFP